# Albert Smith White
Pour les articles homonymes, voir White et Albert White.
Albert Smith White, né le 24 octobre 1803 et mort le 4 septembre 1864, est un homme politique américain.

## Biographie
Après des études à l'Union College dans l'État de New York, White devient avocat puis déménage à Lafayette dans l'Indiana. Dans les années 1830, il travaille pour la Chambre des représentants de l'Indiana.
Après un échec en 1832, White est élu de 1837 à 1839 à la Chambre des représentants des États-Unis sous l'étiquette du Parti whig. Il n'est pas candidat à sa réélection en 1838 mais il entre au Sénat des États-Unis l'année suivante. Il n'est pas candidat à un second mandat.
Il dirige par la suite plusieurs compagnies de chemin de fer et reprend son métier d'avocat à Stockwell. Il retrouve la Chambre des représentants de 1861 à 1863 sous les couleurs du Parti républicain. En 1864, peu de temps avant sa mort, il est nommé juge à la cour de district fédérale de l'Indiana.
La ville de Whitestown (Indiana) est nommée en son honneur.